# Езерни поети
С Езерната школа се свързват имената на трима големи английски поети от края на XVIII и началото на XIX век – Уилям Уърдсуърт, Самюъл Тейлър Колридж и Робърт Сауди, чието творчество поставя началото на принципно нови естетически търсения.
Езерните поети са първото поколение английски романтици, а сборникът на Уърдзуърт и Колридж „Лирически балади“ (1798) се приема за начало в периодизацията на английския романтизъм. Наред с поетическите си шедьоври, тримата поети имат значителен принос за теоретичната обосновка на основни принципи и норми на романтизма.

## Представители
- Уилям Уърдсуърт, портрет от Бенджамин Робърт Хейдън, 1842
- Самюъл Тейлър Колридж
- Робърт Сауди